# Olga Bianchi
Olga Bianchi Droguett (Salta, 11 de dezembro de 1924 – San José, 30 de agosto de 2015) foi uma cineasta, feminista, pacifista e ativista pelos direitos das mulheres chileno-argentina. Conhecida por sua resistência à ditadura de Augusto Pinochet no Chile, ela fugiu para a Costa Rica em 1975, onde continuou seu ativismo e contribuiu para o movimento feminista local.

### Biografia
Olga Bianchi nasceu em Salta, Argentina, em 1924, filha de Guillermo Bianchi, um diplomata chileno, e Filomena Droguett Córdova, argentina. Em 1946, casou-se com o político chileno Raúl Fernández Longe, com quem teve dois filhos. O casamento terminou em divórcio e, em 1949, Olga mudou-se para a Itália, onde estudou cinema no Centro Sperimentale di Cinematografia de Roma.
De volta ao Chile, Olga se envolveu no movimento feminista e pacifista, tornando-se uma figura importante na Liga Internacional de Mulheres pela Paz e Liberdade (LIMPAL). Durante a ditadura de Pinochet, ela foi perseguida por suas atividades políticas e, em 1975, fugiu para a Costa Rica com seus filhos.
Na Costa Rica, Olga continuou seu ativismo, trabalhando com organizações de mulheres e direitos humanos. Ela também se dedicou à produção de documentários sobre questões sociais e políticas na América Latina.
Bianchi foi uma pioneira do cinema chileno, dirigindo e produzindo diversos documentários sobre temas como a condição feminina, os direitos humanos e a luta pela democracia.
Alguns de seus documentários mais conhecidos incluem:
- "Y la tierra prometida" (1973): sobre a reforma agrária no Chile.
- "La batalla de Chile: La insurrección de la burguesía" (1975): sobre o golpe de Estado de 1973.
- "La flaca Alejandra" (1985): sobre a guerrilheira chilena Marcia Merino.
- "La historia de las mujeres en Costa Rica" (1987): sobre a história do movimento feminista na Costa Rica.